# Linovo
Linovo (cyr. Линово) – wieś w Serbii, w okręgu pirockim, w gminie Babušnica. W 2011 roku liczyła 64 mieszkańców.